# Гаргацоне
Гаргацо̀не (на италиански: Gargazzone; на немски: Gargazon, Гаргацон) е село и община в Северна Италия, автономна провинция Южен Тирол, автономен регион Трентино-Южен Тирол. Разположено е на 267 m надморска височина. Населението на общината е 1638 души (към 2010 г.).

## Език
Официални общински езици са и италианският и немският. Най-голямата част от населението говори немски. В общината се говори и други романски език, ладинският.
| %     | Роден език      |
| 78,68 | Италиански език |
| 20,33 | Немски език     |
| 0,99  | Ладински език   |